# Список найкращих футболістів XX сторіччя за версією IFFHS
У 2000 році Міжнародна федерація футбольної історії і статистики (англ. International Federation of Football History & Statistics) організувала вибір «Футболіста Сторіччя» (англ. Football Player of the Century). Вибір проведено шляхом опитування журналістів і футбольних ветеранів різних країн.

## НайкращігравціXX сторіччя
1. Пеле  (Бразилія) — 1705

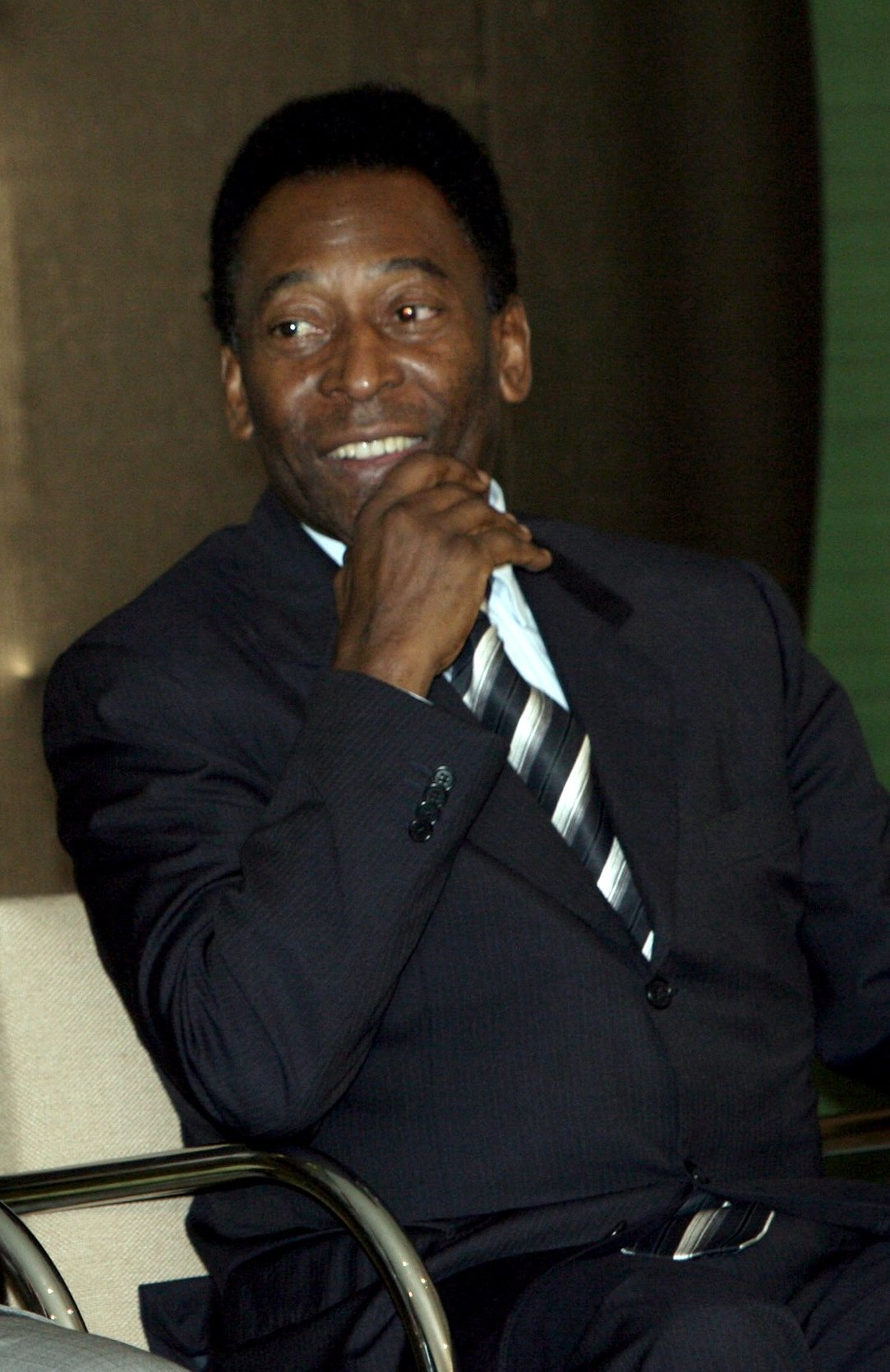
Пеле

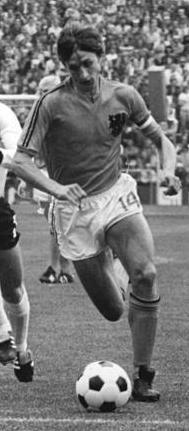
Йоган Кройф

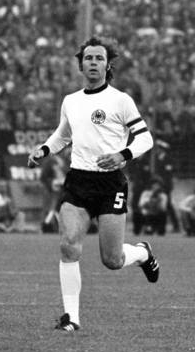
Франц Бекенбауер

2. Йоган Кройф  (Нідерланди) — 1303
3. Франц Бекенбауер (Німеччина) — 1228
4. // Альфредо Ді Стефано (Аргентина) — 1215
5. Дієго Марадона (Аргентина) — 1214
6. Ференц Пушкаш (Угорщина) — 810
7. Мішель Платіні (Франція) — 722
8. Гаррінча (Бразилія) — 624
9. Еусебіу (Португалія) — 544
10. Боббі Чарлтон (Англія) — 508
11. Стенлі Меттьюз (Англія) — 368
12. Марко ван Бастен (Нідерланди) — 315
13. Ґерд Мюллер (Німеччина) — 265
14. Зіку (Бразилія) — 207
15. Лотар Маттеус (Німеччина) — 202
16. Джордж Бест (Північна Ірландія) — 187
17. Хуан-Альберто Скьяффіно (Уругвай) — 158
18. Рууд Гулліт (Нідерланди) — 119
19. Діді (Бразилія) — 116
20. Джанні Рівера (Італія) — 116
21. Джузеппе Меацца (Італія) — 108
22. Матіас Сінделар (Австрія) — 106
23. Фріц Вальтер (Німеччина) — 103
24. Боббі Мур (Англія) — 98
25. Хосе Мануель Морено (Аргентина) — 96
26. Уго Санчес (Мексика) — 85
27. Джордж Веа (Ліберія) — 79
28. Роже Мілла (Камерун) — 78
29. Хосе Леандро Андраде (Уругвай) — 74
30. Жюст Фонтен (Франція) — 73
31. Франциско Хенто (Іспанія) — 73
32. / Ладислао Кубала (Іспанія) — 71
33. Франко Барезі (Італія) — 70
34. Йозеф Біцан (Чехословаччина) — 63
35. Карл-Хайнц Румменігге (Німеччина) — 59
36. Омар Сіворі (Аргентина) — 56
37. Еліас Фігероа (Чилі) — 55
38. Кевін Кіган (Англія) — 53
39. Шандор Кочиш (Угорщина) — 52
40. Ектор Скароне (Уругвай) — 51
41. Йозеф Масопуст (Чехословаччина) — 46
42. Джачінто Факкетті (Італія) — 44
43. Раймон Копа (Франція) — 41
44. Алессандро Маццола (Італія) — 41
45. Уве Зеелер (Німеччина) — 40
46. Гуннар Нордаль (Швеція) — 36
47. Зізінью (Бразилія) — 35
48. Теофіло Кубільяс (Перу) — 34
49. Арсеніо Еріко (Парагвай) — 30
50. Деніс Лоу (Шотландія) — 29
51. Сільвіо Піола (Італія) — 28
52. Адольфо Альфредо Педернера (Аргентина) — 27
53. Обдуліо Хасінто Варела (Уругвай) — 24
54. Артур Фріденрайх (Бразилія) — 23
55. Микаель Лаудруп (Данія) — 22
56. Альберто Спенсер (Еквадор) — 21
57. Йожеф Божик (Угорщина) — 2
58. Тостао (Бразилія) — 19
59. Ернст Оцвірк (Австрія) — 18
60. Поль Ван Гімст (Бельгія) — 11
61. Чха Бом Гин (Південна Корея) — 11
62. Лахдар Беллумі (Алжир) — 10
63. Рабах Маджер (Алжир)— 10
64. Маджід Абдулла (Саудівська Аравія) — 9
65. Луїс Альберто Кубілья (Уругвай) — 9
66. Олег Блохін (СРСР) — 9

## НайкращіворотаріXX сторіччя
1. Лев Яшин (СРСР) — 1002

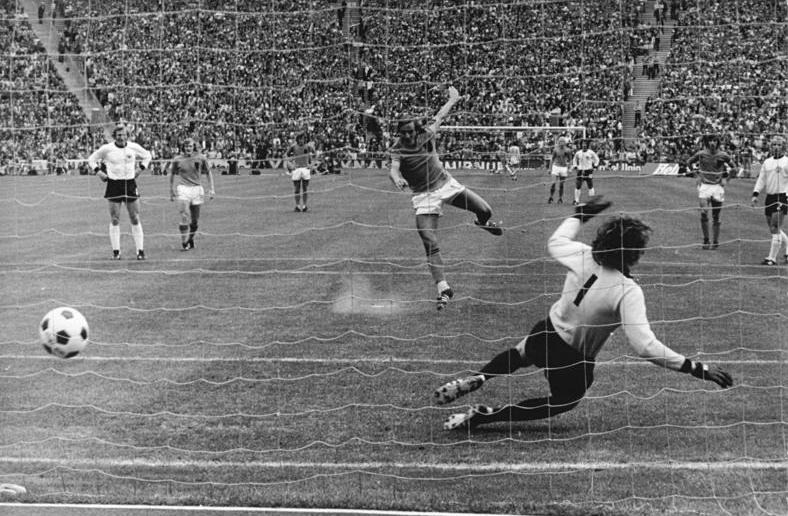
Зепп Маєр

2. Гордон Бенкс (Англія) — 717
3. Діно Дзофф (Італія) — 661
4. Зепп Маєр (Німеччина) — 456
5. Рікардо Самора (Іспанія) — 443
6. Хосе Луїс Чилаверт (Парагвай) — 373
7. Петер Шмейхель (Данія) — 291
8. Пітер Шилтон (Англія) — 196
9. Франтішек Планічка (Чехословаччина) — 194
10. Амадео Каррісо (Аргентина) — 192
11. Жилмар дос Сантос Невіс (Бразилія) — 160
12. Ладислао Мазуркевич (Уругвай) — 144
13. Патрік Ентоні Дженнінгс (Північна Ірландія) — 132
14. Убальдо Матільдо Фільоль (Аргентина) — 121
15. Антоніо Карбахал (Мексика) — 105
16. Жан-Марі Пфафф (Бельгія) — 95
17. Рінат Дасаєв (СРСР) — 89
18. Дьюла Грошич (Угорщина) — 87
19. Томас Равеллі (Швеція) — 66
20. Вальтер Дзенга (Італія) — 62
21. Владимир Беара (Югославія) — 59
22. Мішель Прюдомм (Бельгія) — 57
23. Харальд Шумахер (Німеччина) — 51
24. Рудольф Хіден (Австрія) — 51
25. Іво Віктор (Чехословаччина) — 44
26. Френк Віктор Свіфт (Англія) — 43
27. Уго Орландо Гатті (Аргентина) — 40
28. Хорхе Кампос (Мексика) - 37
29. Едвін ван дер Сар (Нідерланди) - 36
30. Роке Гастон Масполі (Уругвай) - 36
31. Томас Н'Коно (Камерун) - 36
32. Рене Ігіта (Колумбія) — 33
33. Жозеф-Антуан Белл (Камерун) - 33
34. Андоні Субісаррета (Іспанія) — 32
35. Емерсон Леао (Бразилія) — 29
36. Ян Томашевський (Польща) — 29
37. Ганс ван Брекелен (Нідерланди) - 27
38. Вальтер Земан (Австрія) - 27
39. Мохамед Аль-Деайя (Саудівська Аравія) - 25
40. Джанп'єро Комбі (Італія) - 23

## За конфедераціями

### Африка

#### Гравцісторіччя
- 1.Джордж Веа (Ліберія) — 95
- 2.Роже Мілла (Камерун) — 77
- 3.Абеді Пеле (Гана) — 72
- 4.Лахдар Беллумі (Алжир) — 56
- 5.Рабах Маджер (Алжир) — 51
- 6.Теофіл Абега (Камерун) — 39
- 7.Лоран Поку (Кот-д’Івуар) — 38

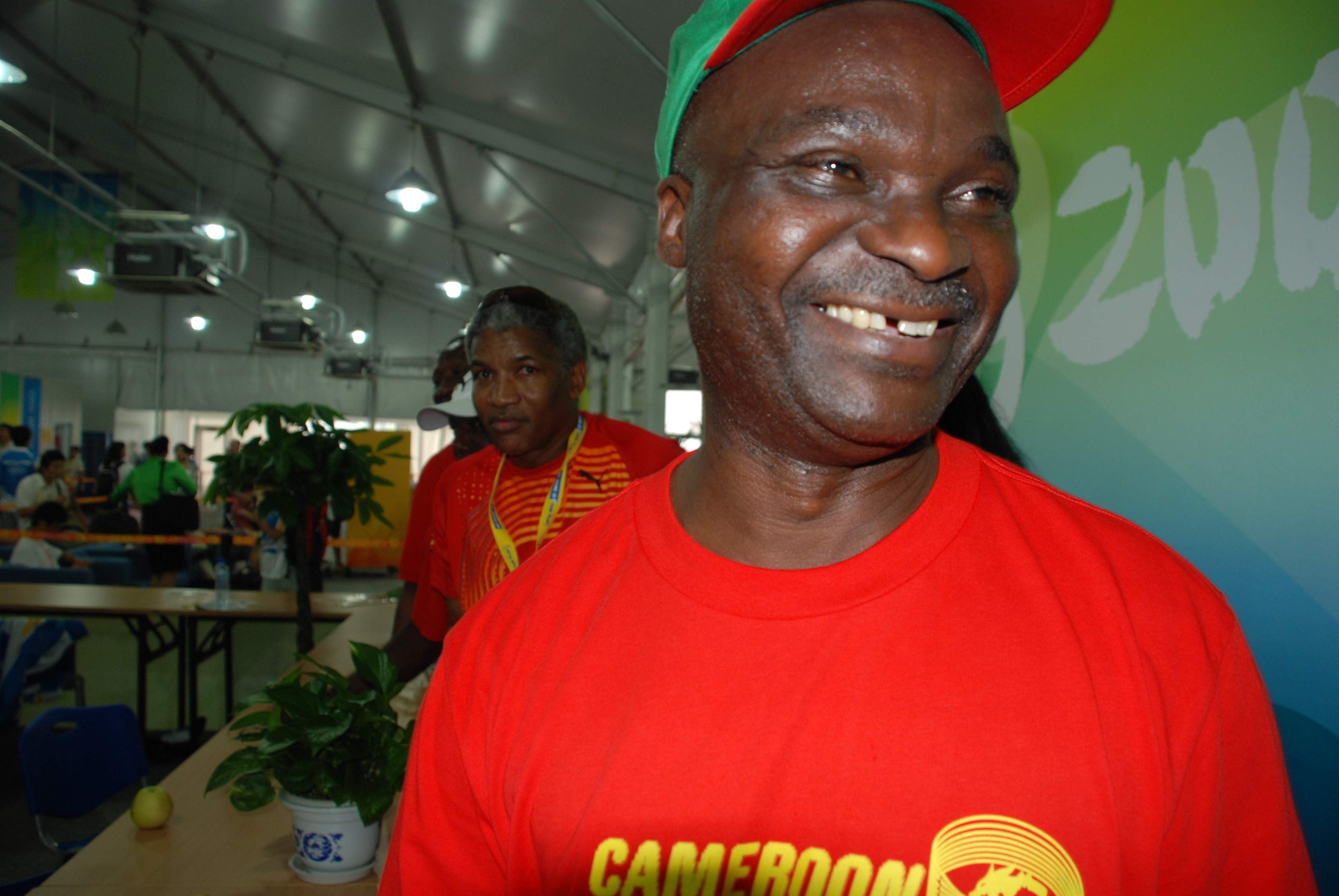
Роже Мілла

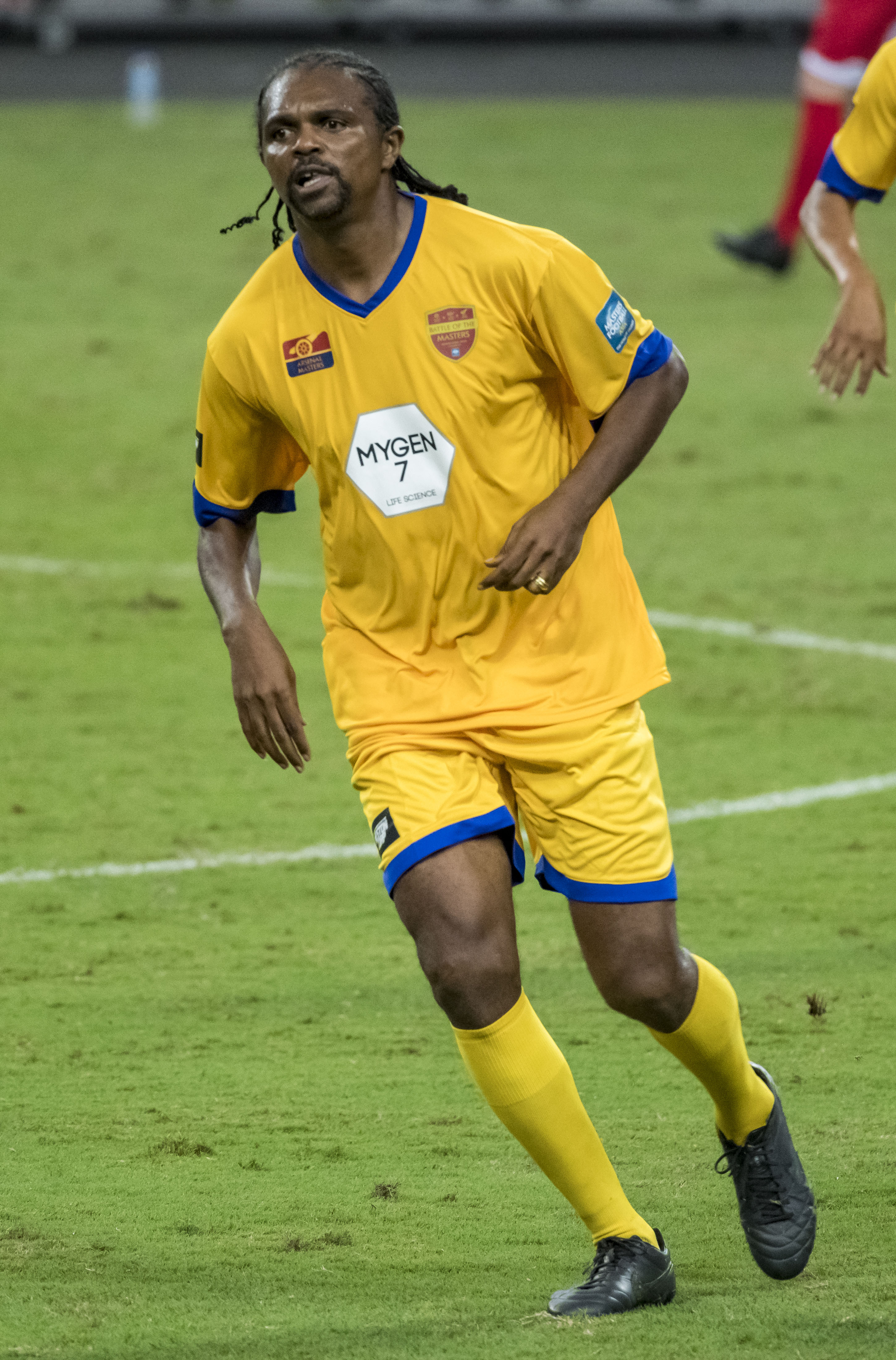
Нванкво Кану

- 8.Франсуа Омам-Бійік (Камерун) — 37
- 9.Ахмед Фарас (Марокко) — 35
- 10.Фініді Джордж (Нігерія) — 32
- 11.Калуша Бваліа (Замбія) — 31
- 11.Махмуд Ель-Хатіб (Єгипет) — 31
- 13.Яфет Н'Дорам (Чад) — 30
- 14.Юсуф Фофана (Кот-д’Івуар) — 29
- 15.Абдель Азіз Будербала (Марокко) — 28
- 15.Тарек Діаб (Туніс) — 28
- 17.Рашиді Єкіні (Нігерія) — 27
- 18.Даніель Амокачі (Нігерія) — 26
- 19.Ларбі Бен Барек (Марокко) — 22
- 19.Алі Бенчех (Алжир) — 22
- 19.Сегун Одегбамі (Нігерія) — 22
- 19.Ібрагим Юсуф (Єгипет) — 22
- 23.Тахар Абу-Зеїд (Єгипет) — 21
- 24.Петіт Соррі (Гвінея) — 20
- 24.Ентони Єбоа (Гана) — 20
- 26.Емануель Амуніке (Нігерія) — 19
- 26.Тшімен Бванга (Конго) — 19
- 28.Алі Абугрейсма (Єгипет) — 18
- 28.Папа Камара (Гвінея) — 18
- 30.Мохамед Тімумі (Марокко) — 17
- 31.Карім Абдул Разак (Гана) — 16
- 31.Шеріф Сулейман (Гвінея) — 16
- 33.Нванкво Кану (Нігерія) — 15
- 34.Віктор Ікпеба (Нігерія) — 14
- 34.Жан Манга Онгене (Камерун) — 14
- 34.Бенгалі Сілла (Гвінея)- 13
- 37.Магді Абдельгані (Єгипет) — 13
- 37.Опоку (Н'Ти) Афрійє (Гана) −13
- 39.Єтефе Какото (Конго) — 12
- 39.Роберт Менса (Гана) — 12
- 39.Хани Рамзи (Єгипет) — 12
- 42.Мохамед Кейта (Гвінея) — 11
- 42.Джамел Лалмас (Алжир) — 11
- 44.Адольф Арма (Гана) — 10
- 44.Салах Ассао (Алжир) — 10
- 44.Марк Фіш (ПАР) — 10
- 44.Саліф Кейта (Малі) — 10
- 44.Серж-Алаїн Магуї (Кот-д’Івуар) — 10
- 44.Пол Мукіла (Конго) — 10
- 44.Сандей Олісе (Нігерія) — 10
- 44.Ібрагім Сандей (Гана) — 10

#### Воротарісторіччя

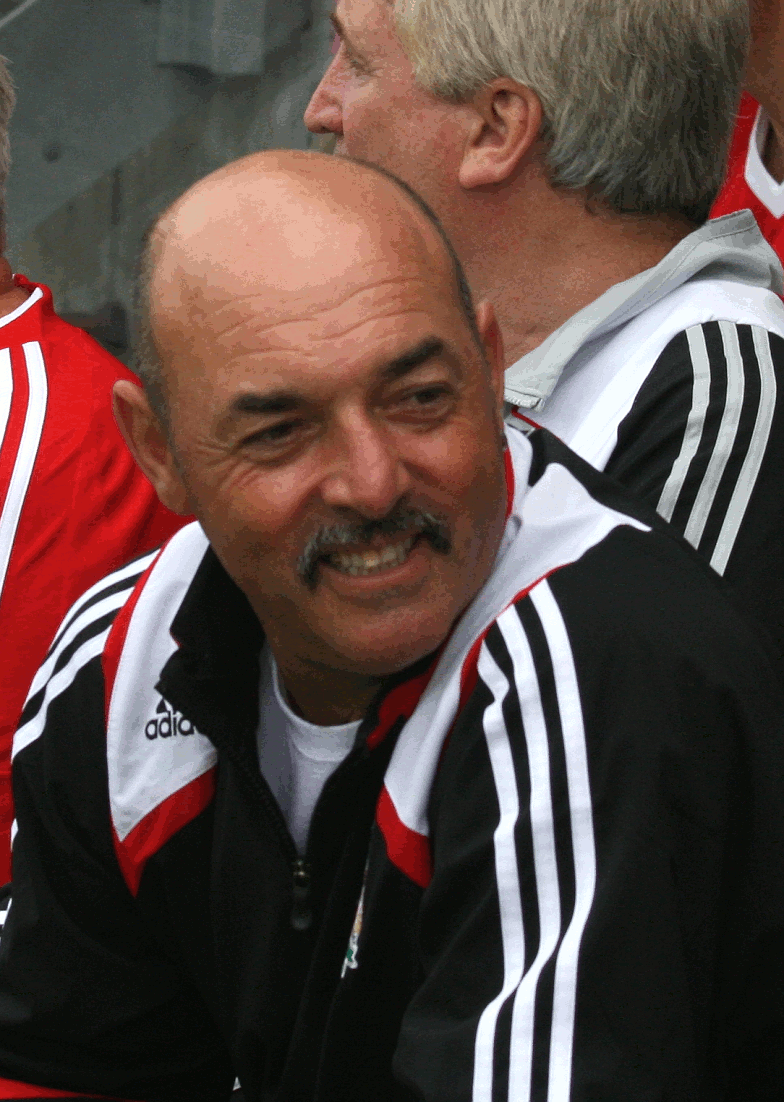
Брюс Гроббелаар

- 1.Жозеф-Антуан Белл (Камерун) — 39
- 2.Томас Н'Коно (Камерун) — 30
- 3.Садок Сассі Аттуга (Туніс) — 26
- 4.Баду Закі (Марокко) — 24
- 5.Мвемба Казаді (Конго) — 19
- 6.Жак Сонго'о (Камерун) — 13
- 7.Брюс Гроббелаар (Зімбабве) — 11
- 8.Ахмед Шубейр (Єгипет) — 10
- 9.Ален Гуамене (Кот-д'Івуар) — 9
- 10.Пітер Руфаї (Нігерія) — 6

### Азія

#### Гравцісторіччя

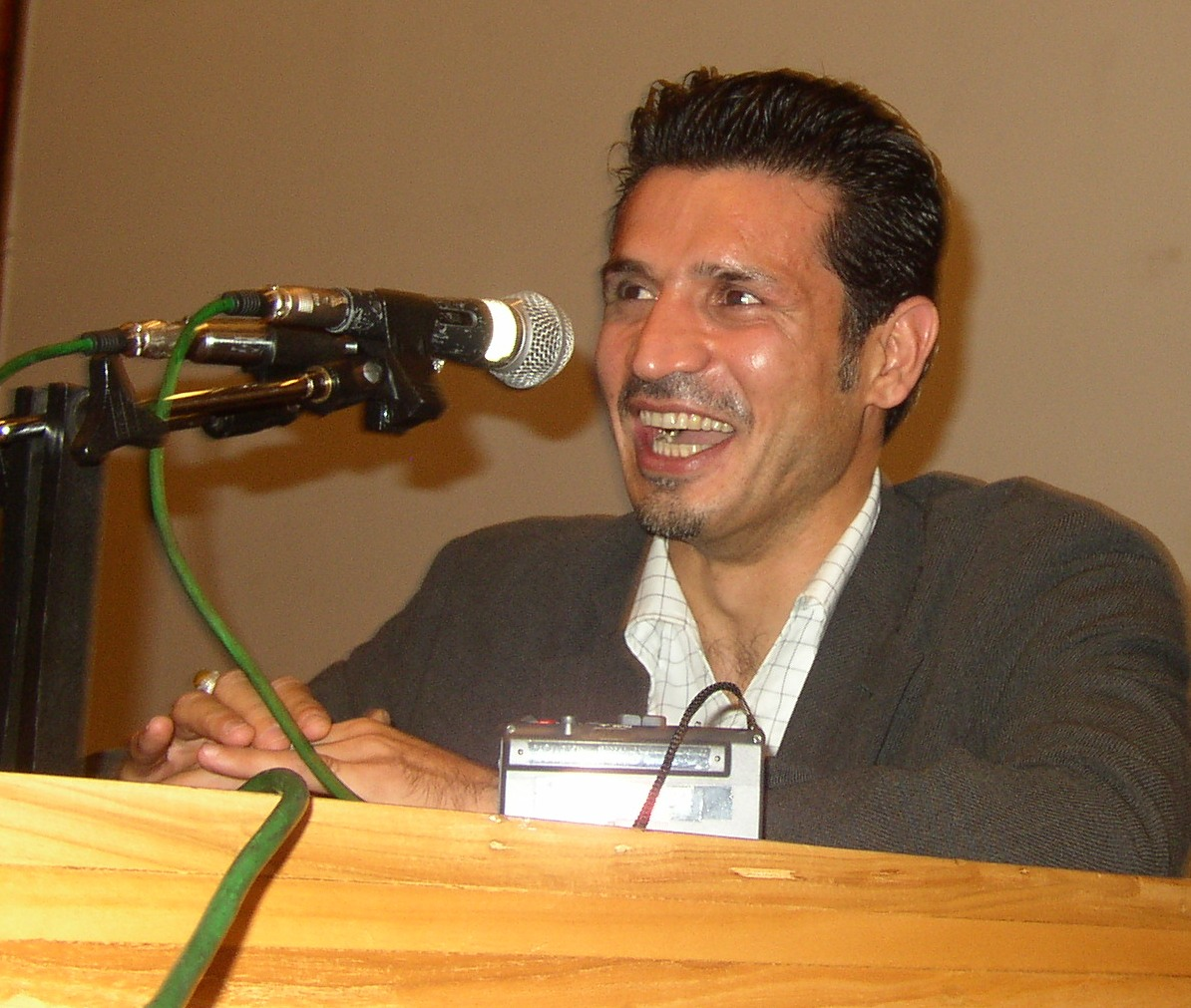
Алі Даеї

- 1.Чха Бом Гин (Південна Корея) — 112
- 2.Кім Джусон (Південна Корея) — 93
- 3.Абдулла Маджед (Саудівська Аравія) — 87
- 4.Кадзуйоси Міура (Японія) — 71
- 5.Кунісіге Камамото (Японія) — 70
- 6.Саїд Аль-Овайран (Саудівська Аравія) — 68
- 7.Алі Даеї (Іран) — 64
- 8.Ходадад Азізі (Іран) — 59
- 9.Ахмед Рахді (Ірак) — 48
- 10.Карім Багері (Іран) — 47
- 11.Чхве Сунхо (Південна Корея) — 33
- 12.Масамі Іхара (Японія) — 31
- 13.Прадіп Кумар Банерджі (Індія) — 27
- 14.Файзал Алі Ак-Дахіл (Кувейт) — 23
- 14.Алі Парвін (Іран) — 23
- 16.Фань Чжиї (Китай) — 22
- 16.Хон Мьон Бо (Південна Корея) — 22
- 16.Ясухіко Окудера (Японія) — 22
- 19.П'японг П'є-оун (Таїланд) — 21
- 19.Хассан Ровшан (Іран) — 21
- 21.Пак Ду Ік (КНДР) — 19
- 22.Аві Кохен (Ізраїль) — 17
- 23.Чхон Хевон (Південна Корея) — 16
- 23.Гу Гуанмін (Китай) — 16
- 25.Хуссейн Саїд (Ірак) — 15
- 25.Натіпонг Срітонг-Ін (Таїланд) — 15
- 27.Фахад Аль-Біші (Саудівська Аравія) — 14
- 27.Хван Сонхон (Південна Корея) — 14
- 29.Ахмад Фанді (Сінгапур) — 13
- 30.Мохтар Дахарі (Малайзія) — 12
- 30.Абанан Аль-Таліяні (ОАЕ)

#### Воротарісторіччя
- 1.Мохамед Аль-Деайя (Саудівська Аравія) — 54
- 2.Насер Хеджазі (Іран) — 18
- 3.Чхве Ін Йон (Південна Корея) — 15
- 4.Чжан Хуейкан (Китай) — 14
- 5.Фу Юйбінь (Китай) — 8
- 5.Хамуд Султан (Бахрейн) — 8
- 5.Пітер Тангарадж (Індія) — 8
- 8.Халід Аль-Фадлі (Кувейт) — 7
- 8.Мохамед Вафах Саамі (Катар) — 7
- 10.Цю Чжицян (Малайзія) — 6

### Центральна і Північна Америка

#### Гравцісторіччя
- 1.Уго Санчес (Мексика) — 107

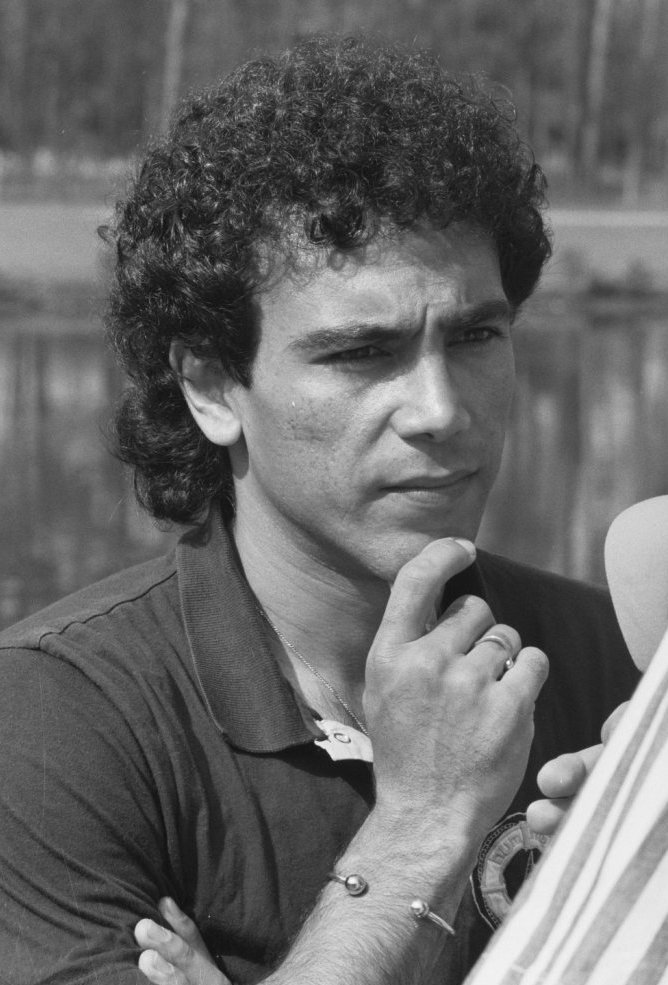
Уго Санчес

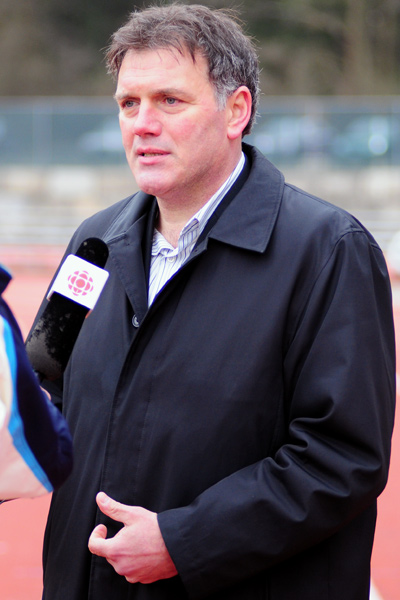
Боб Ленардуцці

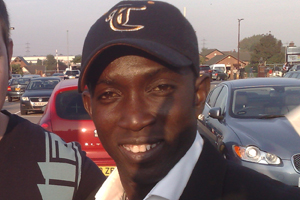
Дуайт Йорк

- 2.Луїс де ла Фуенте (Мексика) — 45
- 3.Карлос Мануель Ермосільйо (Мексика) — 42
- 4.Орасіо Касарін Гарсіласо (Мексика) — 40
- 5.Рауль Карденас де ла Вега (Мексика) — 39
- 6.Біллі Гонсалвес (США) — 33
- 7.Сальвадор Рейєс Монтеон (Мексика) — 30
- 8.Хуліо Сезар Делі Вальдес (Панама) — 29
- 8.Брюс Вілсон (Канада) — 29
- 10.Хорхе Альберто Гонсалес Барільяс (Сальвадор) — 24
- 11.Маурісіо С'єнфуегос (Сальвадор) — 21
- 11.Ерік Вінальда (США) — 21
- 13.Волтер Бар (США) — 17
- 14.Хесус дель Муро (Мексика) — 15
- 15.Рауль Ігнасіо Діас Арсе (Сальвадор) — 14
- 15.Алехандро Морера (Коста-Рика) — 14
- 17.Маріо Лопес (Куба) — 13
- 18.Густаво Пенья (Мексика) — 11
- 19.Марсело Бальбоа (США) — 10
- 19.Боб Ленардуцці (Канада) — 10
- 19.Оскар Енріке Конехо Санчес (Гватемала) — 10
- 22.Бенхамін Галіндо Марентес (Мексика) — 9
- 22.Рональд Гомез (Коста-Рика) — 9
- 22.Хуан Карлос Плата (Гватемала) — 9
- 22.Жильберто Єрвуд (Гондурас) — 9
- 22.Дуайт Йорк (Тринідад і Тобаго) — 9
- 27.Хуан Карреньо (Мексика) — 8
- 27.Роджер Гомез (Коста-Рика) — 8
- 27.Хосе Рафаель Меза (Коста-Рика) — 8
- 27.Ніколас Суасо (Гондурас) — 8
- 31.Хорхе Рольдан (Гватемала) — 7
- 31.Луїс Ернесто Тапіа (Панама) — 7

#### Воротарісторіччя
- 1.Антоніо Карбахал (Мексика) — 52
- 2.Луїс Габело Конехо (Коста-Рика) — 25
- 3.Кейсі Келлер (США) — 24
- 4.Хорхе Кампос (Мексика) — 22
- 5.Анрі Франсійон (Гаїті) — 17
- 6.Рауль Естрада (Мексика) — 9
- 7.Джеймс Кеннавей (Канада) — 7
- 8.Крейг Форрест (Канада) — 6
- 9.Ігнасіо Франсиско Кальдерон (Мексика) — 5
- 10.Мануель Тамалон Гарай (Сальвадор) — 4

### Європа

#### Гравцісторіччя
- 1. Йоган Кройф — Нідерланди — 753

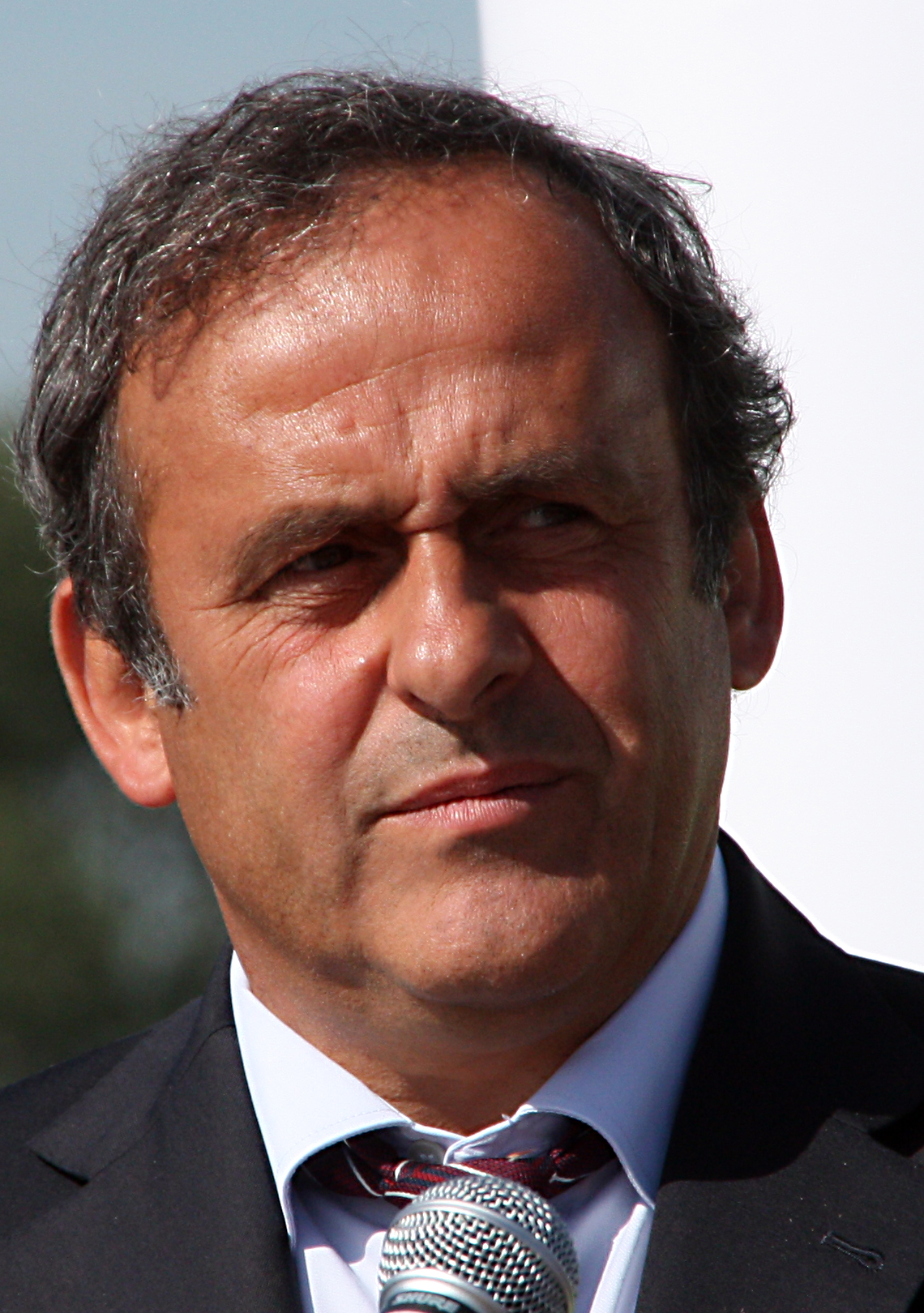
Мішель Платіні

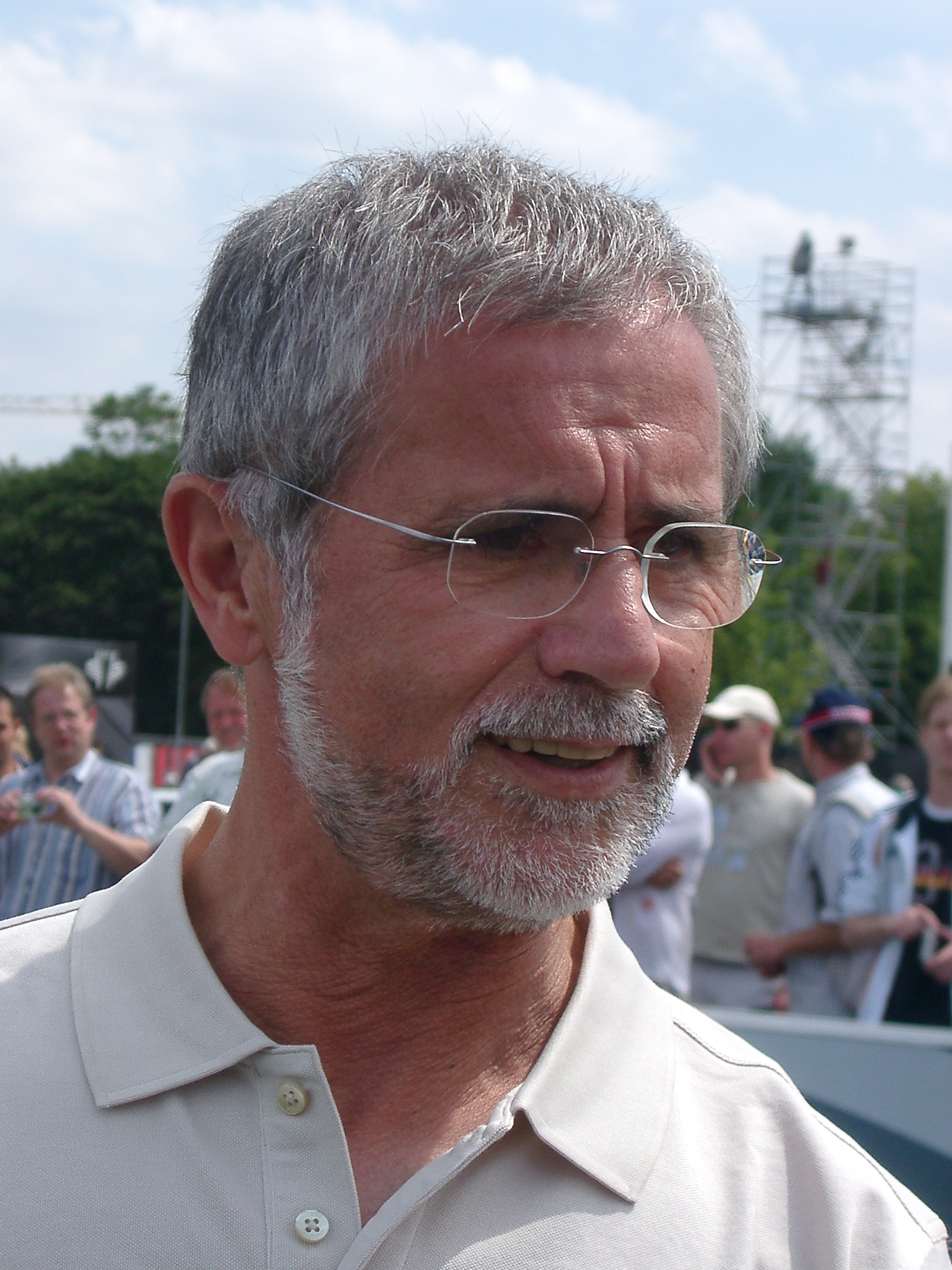
Ґерд Мюллер

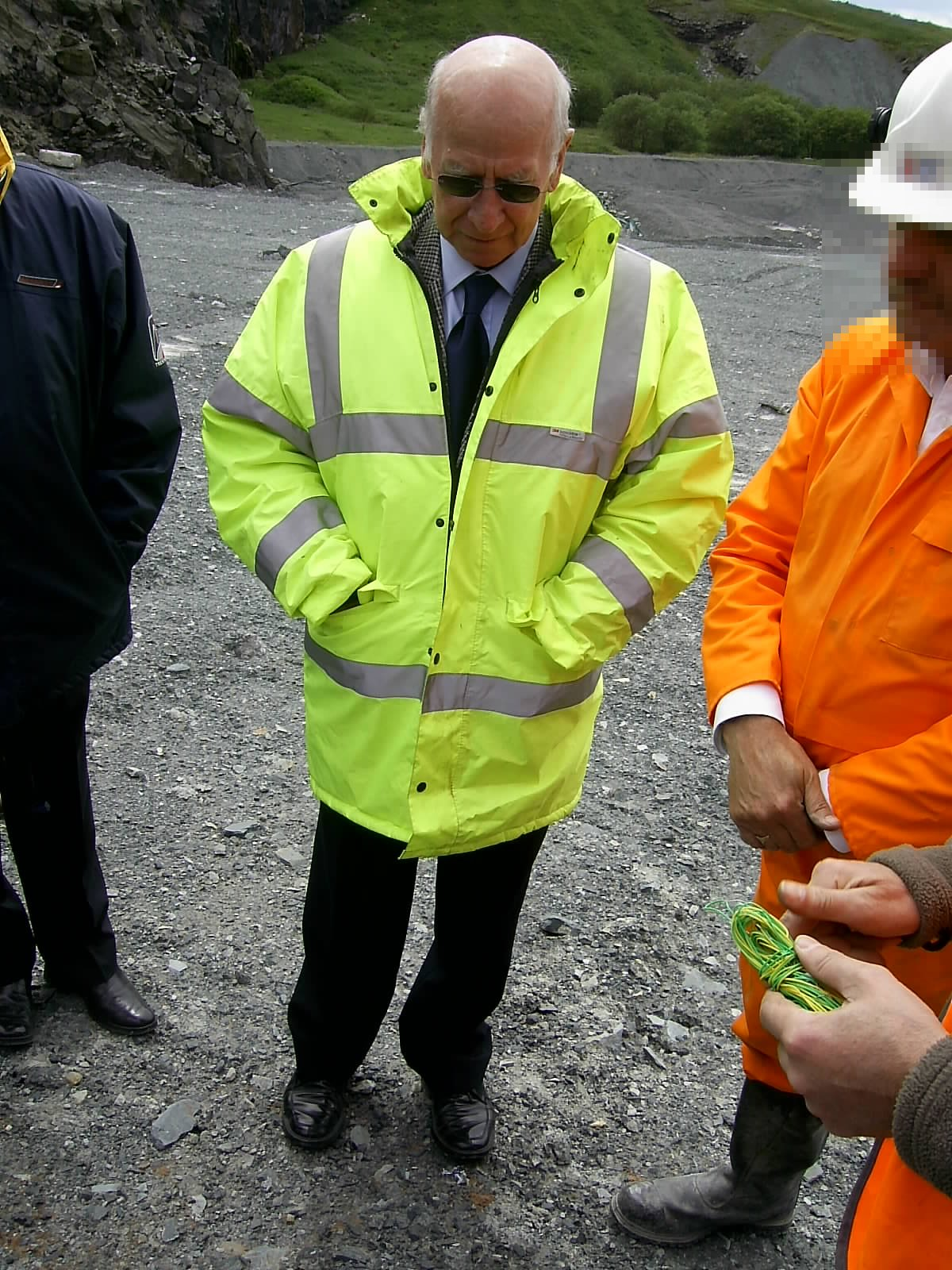
Боббі Чарлтон

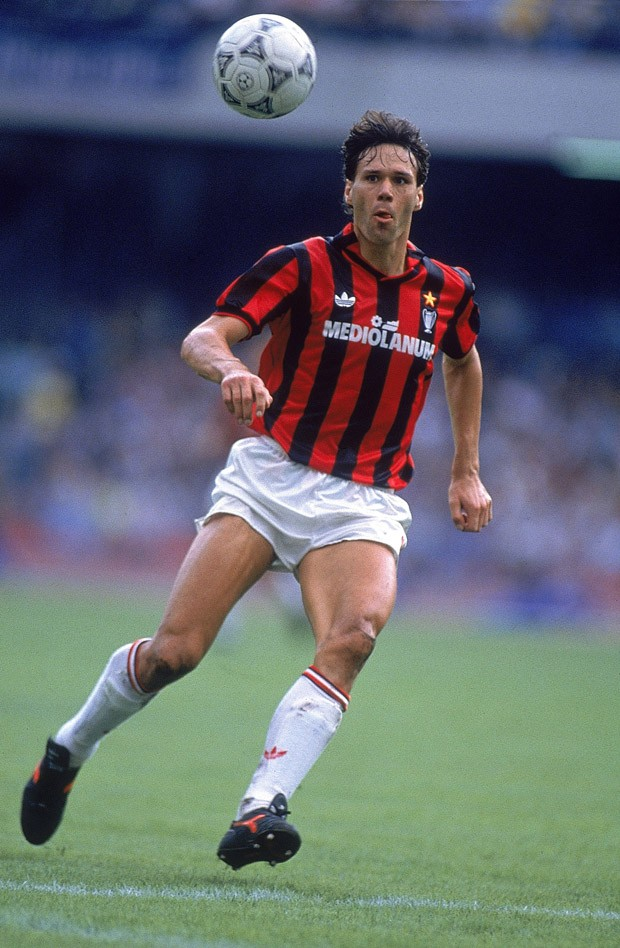
Марко ван Бастен

- 2. Франц Бекенбауер (Німеччина) — 709
- 3. Альфредо Ді Стефано (Іспанія) — 708
- 4. Ференц Пушкаш (Угорщина) — 667
- 5. Мішель Платіні (Франція) — 505
- 6. Еусебіу (Португалія) — 370
- 7. Боббі Чарльтон (Англія) — 303
- 8. Стенлі Меттьюз (Англія) — 282
- 9. Ґерд Мюллер (Німеччина) — 249
- 10. Марко ван Бастен (Нідерланди) — 240
- 11. Джордж Бест (Північна Ірландія) — 193
- 12. Джанні Рівера (Італія) — 113
- 13. Матіас Сінделар (Австрія) — 110
- 14. Фріц Вальтер (Німеччина) — 105
- 15. Джузеппе Меацца (Італія) — 90
- 16. Джачінто Факкетті (Італія) — 79
- 17. Боббі Мур (Англія) — 74
- 18. Раймон Копа (Франція) — 72
- 18. Уве Зеелер (Німеччина) — 72
- 20. Франко Барезі (Італія) — 66
- 21. Рууд Гулліт (Нідерланди) — 63
- 22. Олег Блохін (СРСР) — 61
- 23. Шандор Кочиш (Угорщина) — 54
- 24. Ладислао Кубала (Іспанія) — 53
- 24. Мікаель Лаудруп (Данія) — 53
- 24. Алессандро Маццола (Італія) — 53
- 27. Франциско Хенто (Іспанія) — 49
- 28. Йозеф Біцан (Чехословаччина) — 47
- 29. Сільвіо Піола (Італія) — 46
- 30. Кевін Кіган (Англія) — 45
- 31. Ернст Оцвірк (Австрія) — 44
- 32. Лотар Маттеус (Німеччина) — 43
- 33. Йожеф Божик (Угорщина) — 41
- 34. Жюст Фонтен (Франція) — 40
- 34. Карл-Хайнц Румменігге (Німеччина) — 40
- 36. Гуннар Нордаль (Швеція) — 39
- 37. Деніс Лоу (Шотландія) — 38
- 38. Йозеф Масопуст (Чехословаччина) — 35
- 39. Пол ван Хімст (Бельгія) — 28
- 40. Георгі Аспарухов (Болгарія) — 27
- 40. Паоло Россі (Італія) — 27
- 42. Джиммі Грівз (Англія) — 26
- 42. Луїджі Ріва (Італія) — 26
- 42. Імре Шлоссер (Угорщина) — 26
- 45. Стів Блумер (Англія) — 25
- 46. Збігнев Бонек (Польща) — 24
- 46. Кенні Далгліш (Шотландія) — 24
- 46. Аллан Сімонсен (Данія) — 24
- 46. Едуард Стрєльцов (СРСР) — 24
- 50. Герхард Ханаппі (Австрія) — 23
- 50. Луїс Суарес Мірамонтес (Іспанія) — 23
- 52. Вільям Діксі Дін (Англія) — 22
- 53. Роберто Баджо (Італія) — 21
- 53. Казімеж Дейна (Польща) — 21
- 53. Драган Джаїч (Югославія) — 21
- 56. Георге Хаджи (Румунія) — 19
- 56. Гаетано Ширеа (Італія) — 19
- 58. Нільс Лідхольм (Швеція) — 18
- 59. Гуннар Грен (Швеція) — 17
- 60. Маріу Колуна (Португалія) — 16
- 60. Дьордь Шароші (Угорщина) — 16
- 62. Томмі Лоутон (Англія) — 15
- 62. Христо Стоїчков (Болгарія) — 15
- 64. Денніс Бергкамп (Нідерланди) — 14
- 64. Раймонд Брейн (Бельгія) — 14
- 66. Томас Фінні (Англія) — 13
- 66. Гарі Лінекер (Англія) — 13
- 66. Джиммі Макгрорі (Шотландія) — 13
- 66. Герберт Прохазка (Австрія) — 13
- 70. Ерік Кантона (Франція) — 12
- 70. Карл Коллер (Австрія) — 12
- 70. Паоло Мальдіні (Італія) — 12
- 73. Ліам Брейді (Ірландія) — 11
- 73. Нандор Хідегкуті (Угорщина) — 11
- 73. Тоні Польстер (Австрія) — 11
- 73. Жан Тігана (Франція) — 11
- 73. Бернард Вукас (Югославія) — 11
- 73. Вив'єн Джон Вудворд (Англія) — 11
- 79. Руд Крол (Нідерланди) — 10
- 79. Деян Савичевич (Югославія) — 10
- 81. Роберто Беттега (Італія) — 9
- 81. Алекс Джеймс (Шотландія) — 9
- 81. Карел Пешек (Чехословаччина) — 9
- 84. Флоріан Альберт (Угорщина) — 8
- 84. Пауль Брайтнер (Німеччина) — 8
- 84. Еміліо Бутрагеньо (Іспанія) — 8
- 84. Вільям Джон Чарльз (Уельс) — 8
- 84. Рональд Куман (Нідерланди) — 8
- 89. Всеволод Бобров (СРСР) — 7
- 89. Х'ю Галлахер (Шотландія) — 7
- 89. Влодзімеж Любанський (Польща) — 7
- 89. Драган Стойкович (Югославія) — 7
- 93. Ніколає Добрін (Румунія) — 6
- 93. Гюнтер Нетцер (Німеччина) — 6
- 93. Іан Раш (Уельс) — 6
- 96. Джекі Кері (Ірландія) — 5
- 96. Ріхард Гофманн[it] (Німеччина) — 5
- 96. Северино Мінеллі (Швейцарія) — 5
- 96. Вольфганг Оверат (Німеччина) — 5
- 100. Гжегож Лято (Польща) — 4
- 100. Фріц Шепан (Німеччина) — 4

#### Воротарісторіччя
- 1. Лев Яшин (СРСР) — 498
- 2. Діно Дзофф (Італія) — 373
- 3. Гордон Бенкс (Англія) — 360
- 4. Рікардо Замора (Іспанія) — 304
- 5. Зепп Маєр (Німеччина) — 263

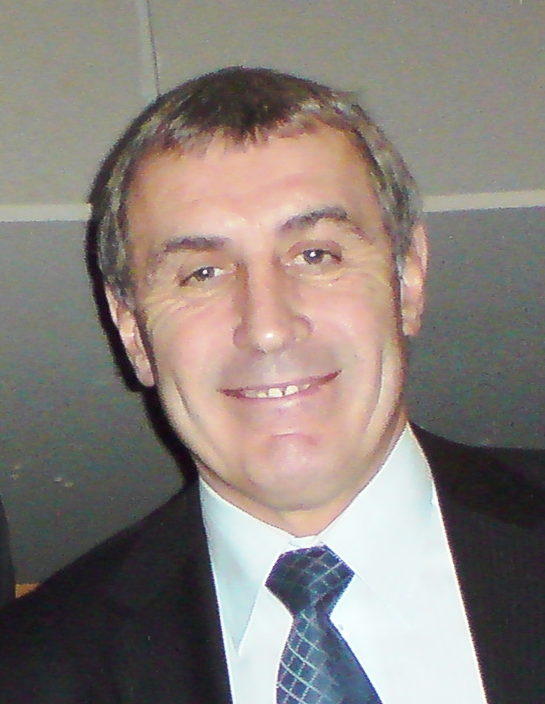
Пітер Шилтон

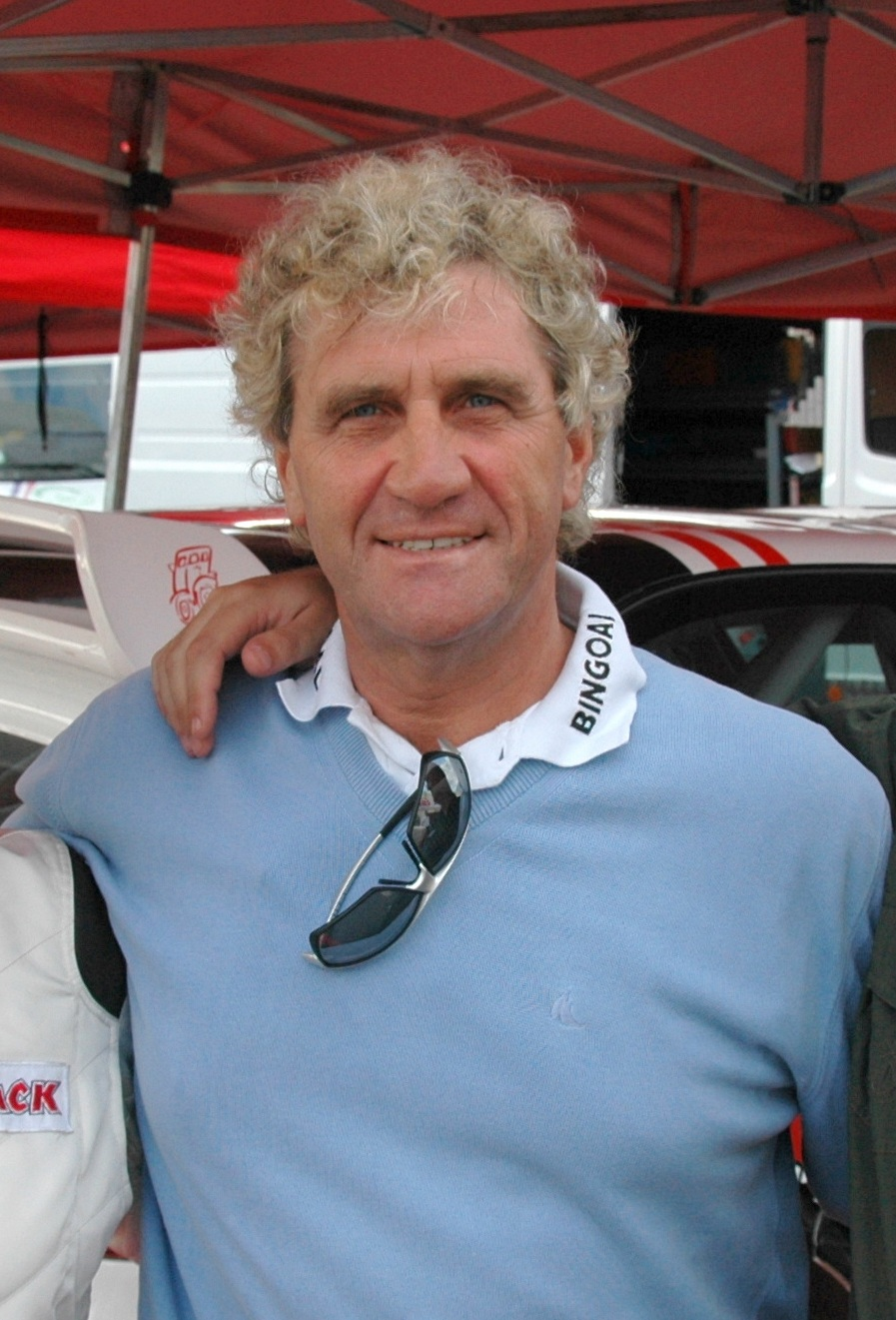
Жан-Марі Пфафф

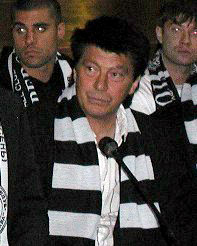
Рінат Дасаєв

- 6. Франтішек Планічка (Чехословаччина) — 204
- 7. Петер Шмейхель (Данія) — 148
- 8. Пітер Шилтон (Англія) — 124
- 9. Дьюла Грошич (Угорщина) — 117
- 10. Жан-Марі Пфафф (Бельгія) — 100
- 11. Патрік Ентоні Дженнінгс (Північна Ірландія) — 76
- 12. Владимир Беара (Югославія) — 72
- 13. Рудольф Хіден (Австрія) — 63
- 14. Томас Равеллі (Швеція) — 59
- 15. Харальд Шумахер (Німеччина) — 51
- 16. Джанп'єро Комбі (Італія) — 49
- 16. Рінат Дасаєв (СРСР) — 49
- 18. Ян Томашевскі (Польща) — 44
- 19. Мішель Прюдомм (Бельгія) — 41
- 20. Ханс ван Брекелен (Нідерланди) — 37
- 20. Андреас Кепке (Німеччина) — 37
- 22. Ронні Гельстрем (Швеція) — 31
- 22. Андоні Субісаррета (Іспанія) — 31
- 24. Едвін ван дер Сар (Нідерланди) — 21
- 24. Іво Віктор (Чехословаччина) — 21
- 26. Вальтер Земан (Австрія) — 19
- 27. Вальтер Дзенга (Італія) — 18
- 28. Френк Віктор Свіфт (Англія) — 17
- 29. Юрген Крой (НДР) — 16
- 30. Анжело Перуцці (Італія) — 13
- 30. Невілл Саутолл (Уельс) — 13
- 32. Енріко Альбертозі (Італія) — 12
- 32. Девід Сімен (Англія) — 12
- 34. Сем Харді (Англія) — 10
- 34. Хосе Анхель Ірібар (Іспанія) — 10
- 34. Юзеф Млинарчик (Польща) — 10
- 34. Джанлука Пальюка (Італія) — 10
- 34. Альберто Коста Перейра (Португалія) — 10
- 34. Ганс Тільковскі (Німеччина) — 10
- 40. Вітор Дамаш (Португалія) — 9
- 40. Хайнріх Штульфаут (Німеччина) — 9
- 42. Євген Рудаков (СРСР) — 8
- 43. Луїс Мігель Арконада (Іспанія) — 7
- 43. Джуліано Сарті (Італія) — 7
- 43. Антон Турек (Німеччина) — 7
- 46. Бернар Лама (Франція) — 6
- 47. П'єр Шеріге (Франція) — 5
- 47. Олексій Хомич (СРСР) — 5
- 47. Антоні Рамальєтс (Іспанія) — 5
- 47. Рональд Сімпсон (Шотландія) — 5
- 47. Карой Жак (Угорщина) — 5

### Океанія

#### Гравцісторіччя

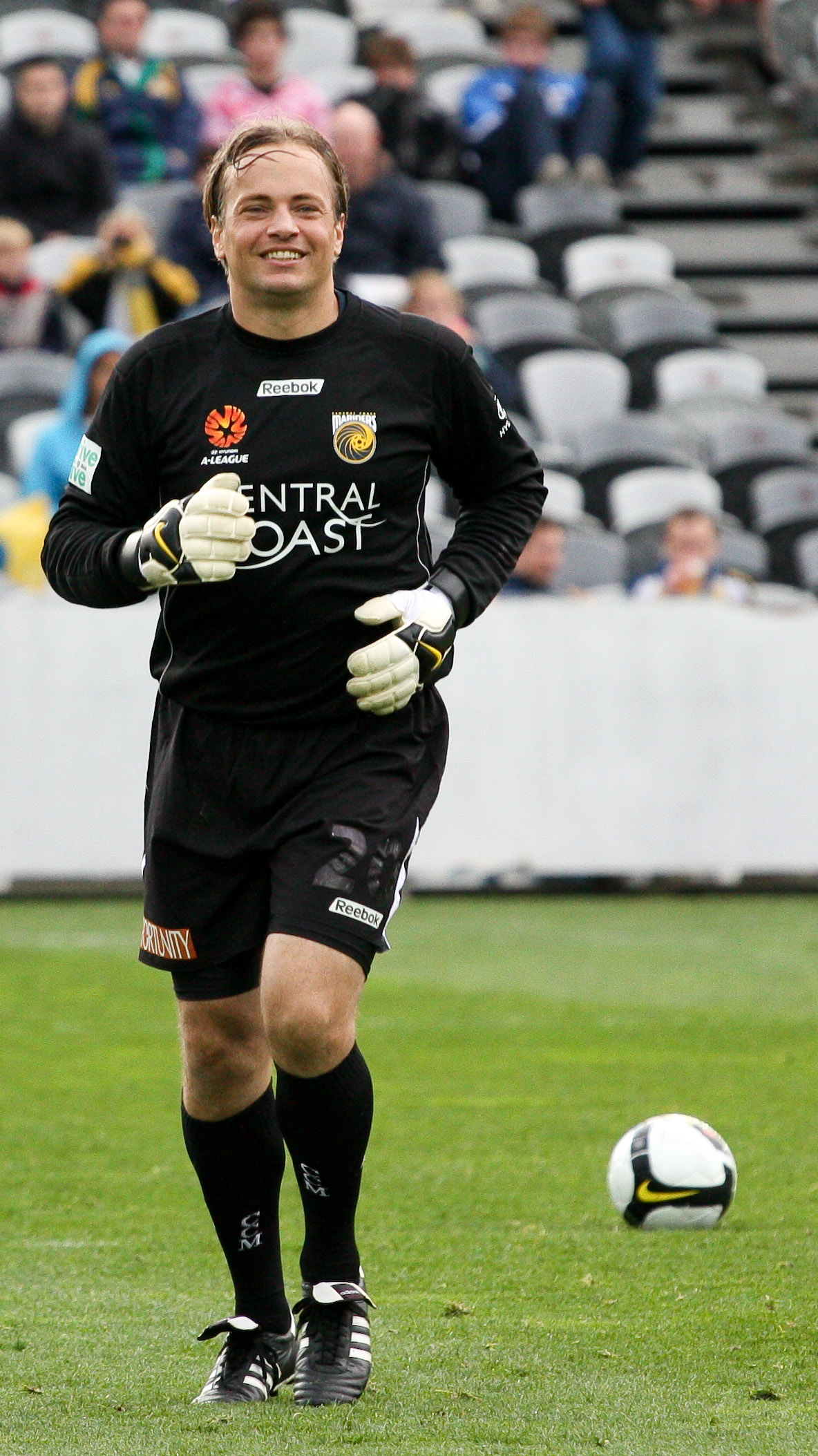
Марк Боснич

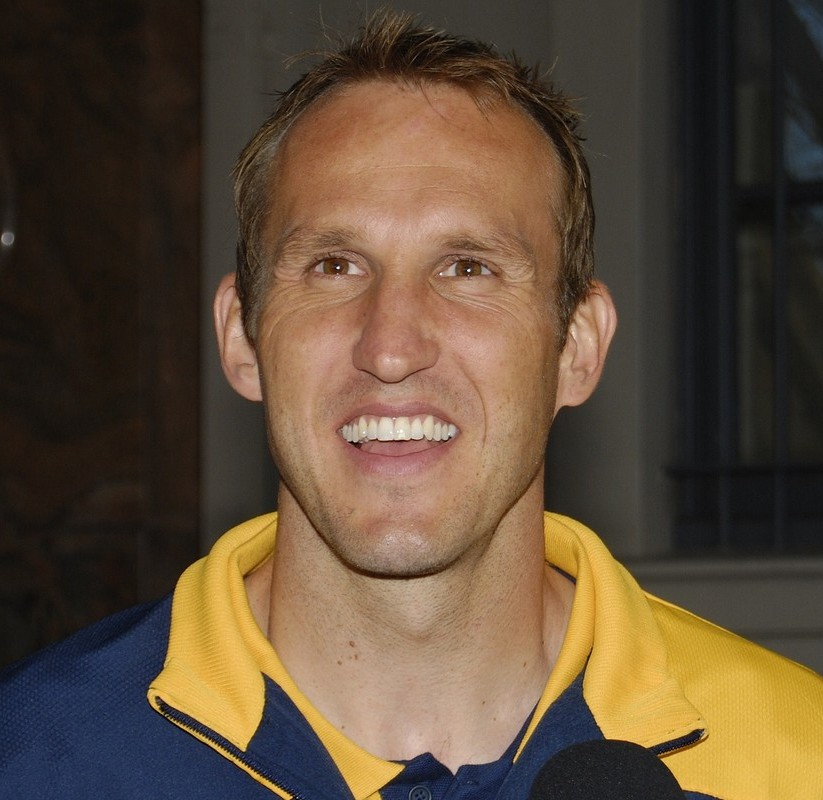
Марк Шварцер

- 1.Вінтон Руфер (Нова Зеландія) — 62
- 2.Френк Фаріна (Австралія) — 41
- 3.Крістіан Карембе (Нова Каледонія) — 40
- 4.Джо Марстон (Австралія) — 34
- 5.Джон Косміна (Австралія) — 33
- 6.Алан Едвард Девідсон (Австралія) — 22
- 7.Пол Окон (Австралія) — 17
- 7.Роберт Слейтер (Австралія) — 17
- 9.Реджинальд Дейт (Австралія) — 14
- 10.Едвард Крнчевич (Австралія) — 13
- 11.Пол Вейд (Австралія) — 11
- 12.Крейг Джонстон (Австралія) — 6
- 12.Стен Лазарідіс (Австралія) — 6
- 12.Девід Мітчелл (Австралія)- 6
- 15.Кеннет Армстронг (Нова Зеландія) — 5
- 15.Ерролл Беннетт (Таїті) — 5
- 15.Брайан Тернер (Нова Зеландія) — 5
- 15.Жак Атре (Нова Каледонія) — 5
- 19.Паскаль Ваїруа (Таїті) — 4
- 19.Ауреліо Відмар (Австралія) — 5

#### Воротарісторіччя
- 1.Марк Босніч (Австралія) — 53
- 2.Френк Ван Хаттум (Нова Зеландія) — 21
- 3.Джеймс Макнабб (Австралія) — 14
- 4.Марк Шварцер (Австралія) — 4
- 4.Джеймс Тейлор (Нова Зеландія) — 4
- 5.Кевін Куртін (Нова Зеландія) — 3

### Південна Америка

#### Гравцісторіччя
1. Пеле (Бразилія) — 220

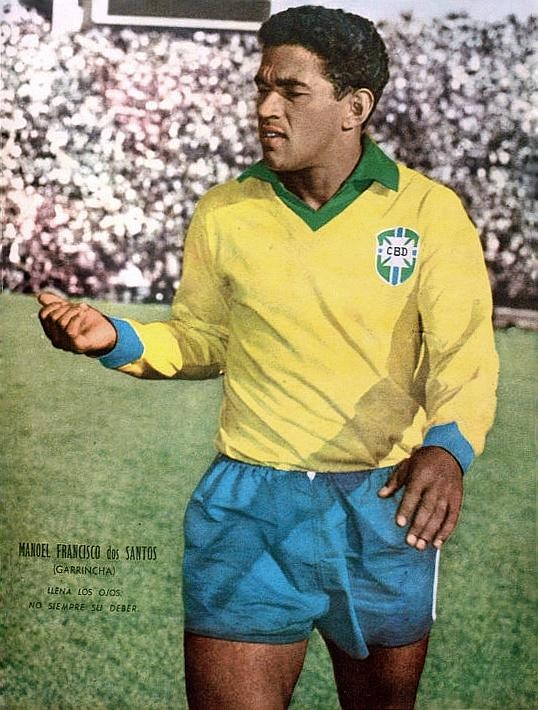
Гаррінча

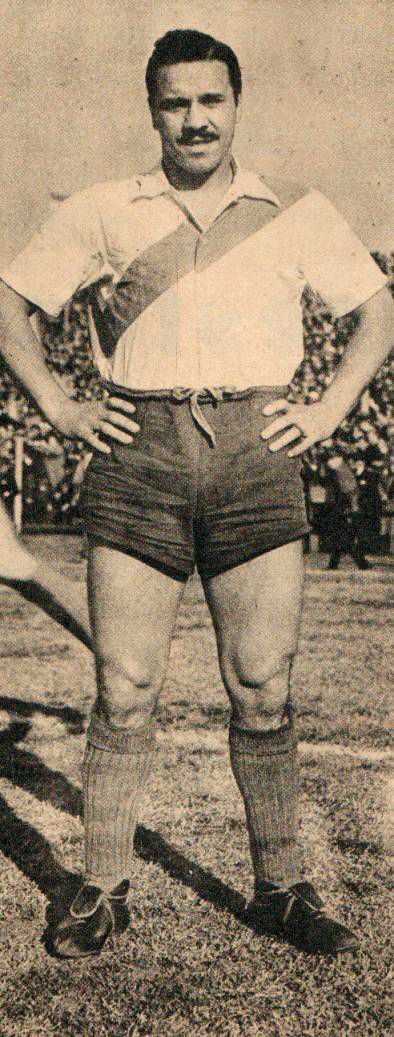
Хосе Мануель Морено

2. Дієго Марадона (Аргентина) — 193
3. Альфредо Ді Стефано (Аргентина, Колумбія) — 161
4. Гаррінча (Бразилія) — 142
5. Хосе Мануель Морено (Аргентина) — 82
6. Хуан-Альберто Скьяффіно (Уругвай) — 52
7. Зіку (Бразилія) — 51
8. Арсеніо Еріко (Парагвай) — 42
9. Еліас Фігероа (Чилі) — 42
10. Зізінью (Бразилія) — 40
11. Луїс Альберто Кубілья (Уругвай) — 25
12. Адольфо Альфредо Педернера (Аргентина) — 24
13. Артур Фріденрайх (Бразилія) — 21
14. Тостао (Бразилія) — 21
15. Обдуліо Хасінто Варела (Уругвай) — 21
16. Омар Сіворі (Аргентина) — 19
17. Теофіло Кубільяс (Перу) — 17
18. Діді (Бразилія) — 17
19. Віллінгтон Ортіс (Колумбія) — 17
20. Хосе Леандро Андраде (Уругвай) — 16
21. Ектор Скароне (Уругвай) — 16
22. Альберто Спенсер (Еквадор) — 16
23. Маріо Кемпес (Аргентина) — 15
24. Енцо Франческолі (Уругвай) — 13
25. Леонідас да Сілва (Бразилія) — 13
26. Анхель Амадео Лабруна (Аргентина) — 12
27. Хосе Насассі (Уругвай) — 12
28. Нілтон дос Сантос (Бразилія) — 12
29. Роналдо Луїс Назаріо де Ліма (Бразилія) — 12
30. Ромаріо де Соуза Фаріа (Бразилія) — 11
31. Пауло Роберто Фалькао (Бразилія) — 10
32. Роберто Рівеліно (Бразилія) — 10
33. Марсело Салас (Чилі) — 10
34. Адемір да Гія (Бразилія) — 9
35. Ектор Едуардо Чумпітас (Перу) — 8
36. Даніель Альберто Пассарелла (Аргентина) — 8
37. Луїс Едмундо Перейра (Бразилія) — 7
38. Педро Верхіліо Роча (Уругвай) — 7
39. Карлос Вальдеррама (Колумбія) — 6
40. Карлос Алберто Торрес (Бразилія) — 5
41. Леонел Санчес (Чилі) — 5
42. Іван Саморано (Чилі) — 5
43. Домінгос да Гія (Бразилія) — 4
44. Адемір (Бразилія) — 3
45. Хосе Педро Сеа (Уругвай) — 3
46. Раймундо Орсі (Аргентина) — 3

#### Воротарісторіччя

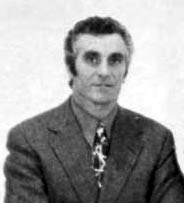
Амадео Каррісо

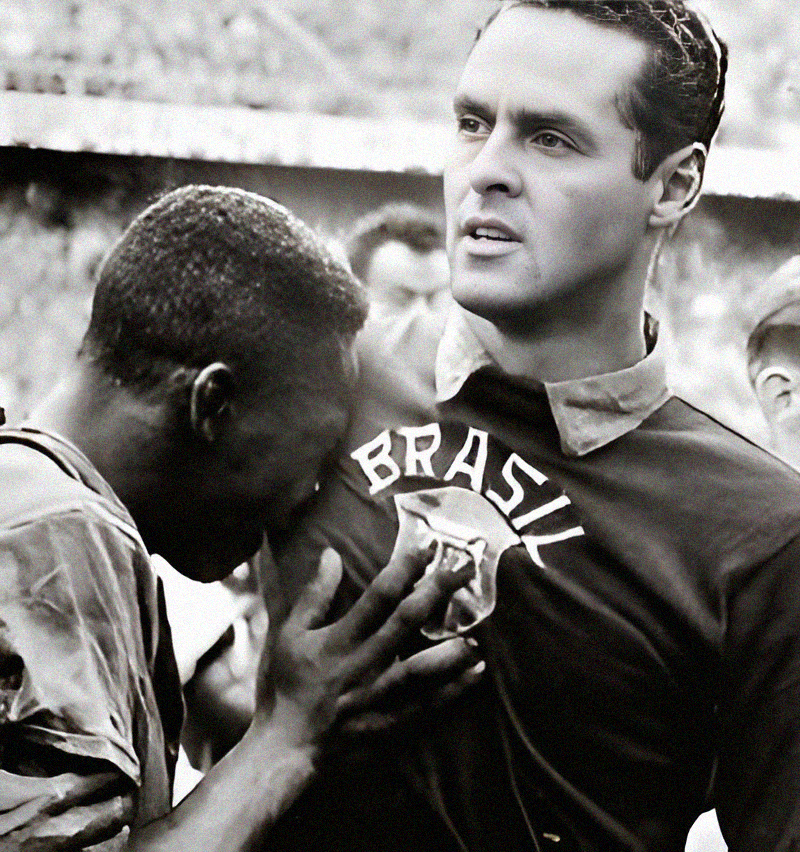
Жилмар

1. Амадео Каррісо (Аргентина) — 68
2. Хосе Луїс Чилаверт (Парагвай) — 57
3. Убальдо Матільдо Фільйоль (Аргентина) — 53
4. Жилмар дос Сантос Невіс (Бразилія) — 47
5. Ладислао Мазуркевич (Уругвай) — 46
6. Роке Гастон Масполі (Уругвай) — 26
7. Уго Орландо Гатті (Аргентина) — 20
8. Рене Ігіта (Колумбія) — 18
9. Серхіо Роберто Лівінгстон (Чилі) — 15
10. Емерсон Леао (Бразилія) — 13
11. Моасір Барбоза Насіменту (Бразилія) — 11
12. Роберто Антоніо Рохас (Чилі) — 6
13. Родольфо Родрігес (Уругвай) — 6
14. Америко Тесорієре (Аргентина) — 5
15. Манга Аїлтон Корреа Арруда (Бразилія) — 4
16. Андрес Масалі (Уругвай) — 4
17. Антоніо Рома (Аргентина) — 4

### 

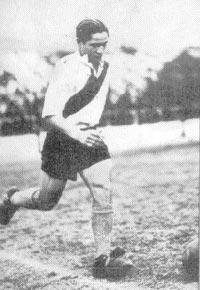
Адольфо Педернера

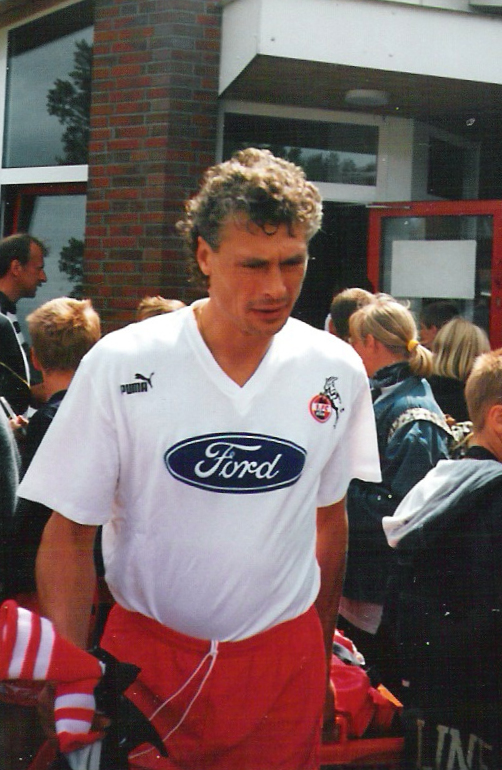
Тоні Польстер

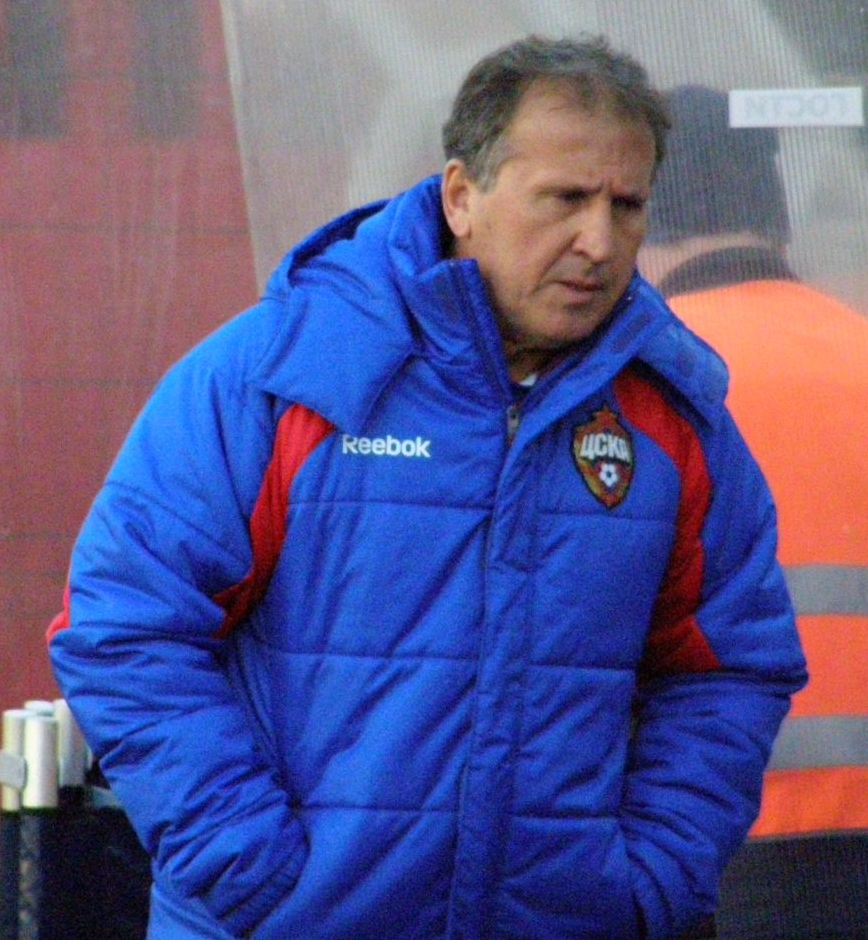
Зіко

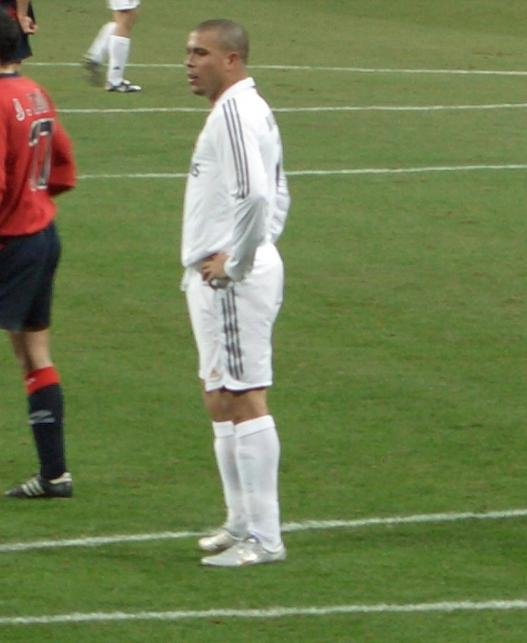
Роналдо

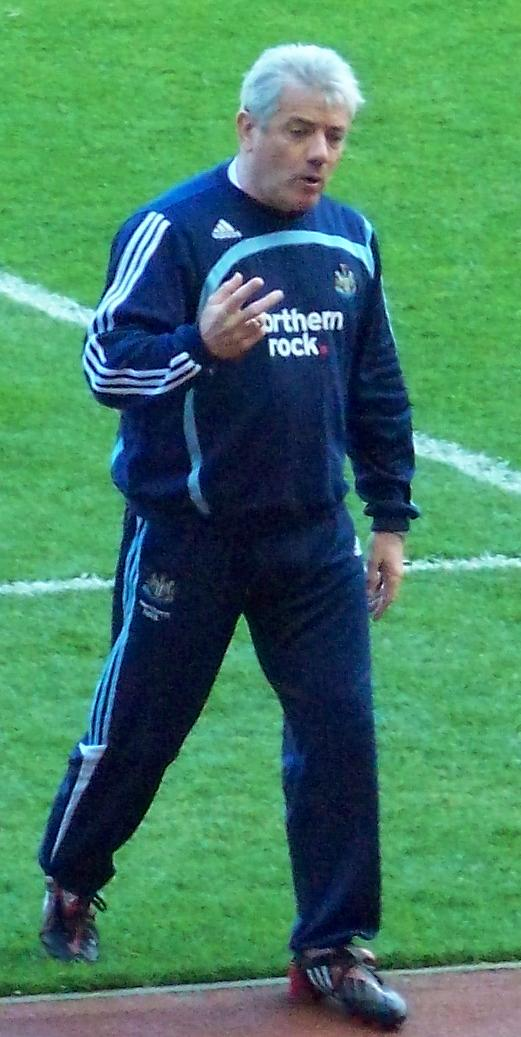
Кевін Кіган

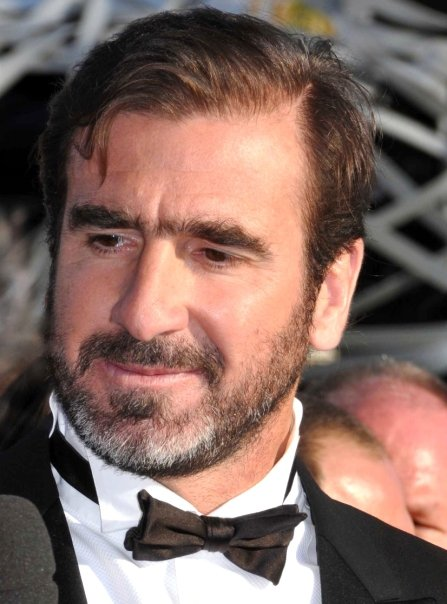
Ерік Кантона

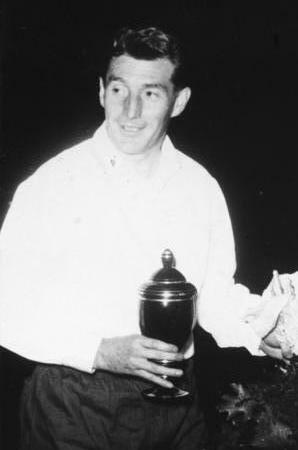
Фріц Вальтер

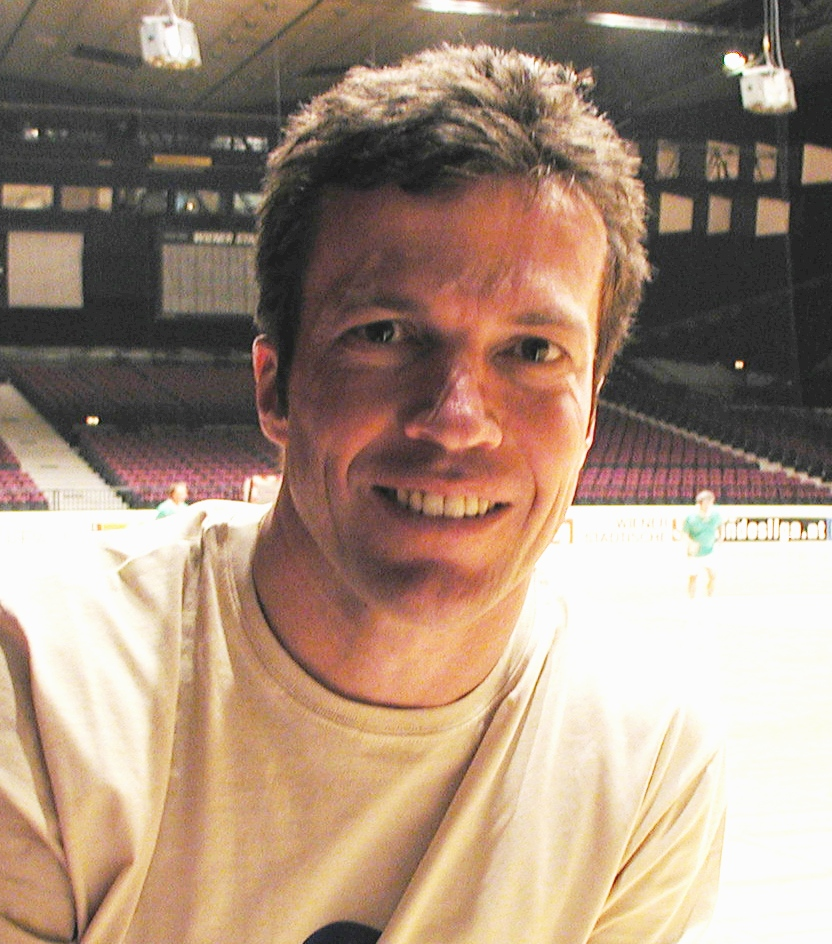
Лотар Маттеус

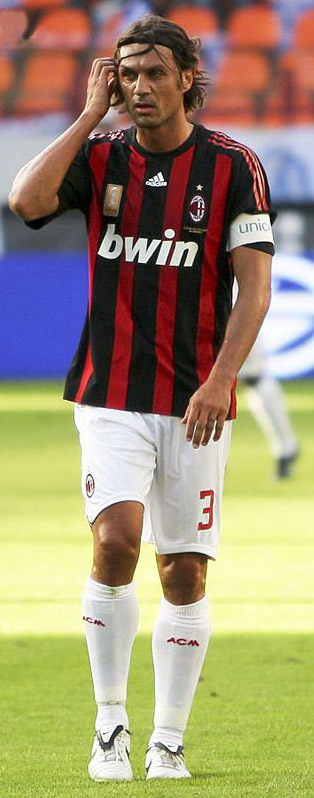
Паоло Мальдіні

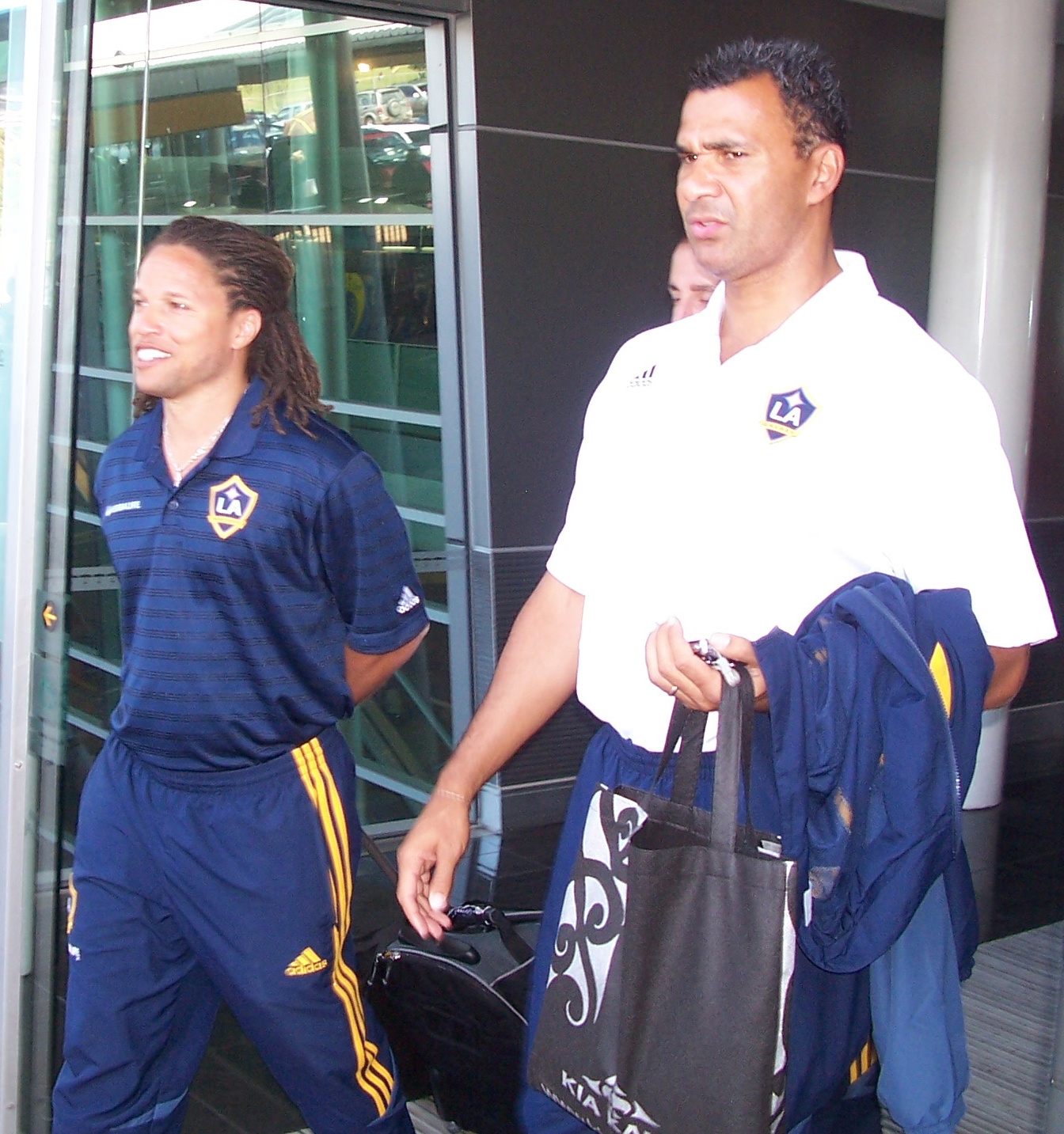
Рууд Гулліт

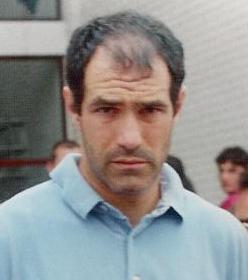
Андоні Субісаррета

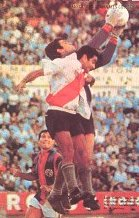
Луїс Кубілья

## За країнами

### Аргентина

#### Гравцісторіччя
1. Дієго Марадона — 193
2. Альфредо Ді Стефано — 161
3. Хосе Мануель Морено — 82
4. Адольфо Альфредо Педернера — 24
5. Омар Сіворі — 19
6. Маріо Кемпес — 15
7. Анхель Амадео Лабруна — 12
8. Даніель Альберто Пассарелла — 8
9. Раймундо Орсі — 3
10. Оскар Альфредо Руджері — 1

#### Воротарісторіччя
1. Амадео Каррісо — 68
2. Убальдо Фільйоль — 53
3. Уго Орландо Гатті — 20
4. Америко Тесорієре — 5
5. Антоніо Рома — 4

### Австрія

#### Гравцісторіччя
- 1.Маттіас Сінделар — 110
- 2.Ернст Оцвірк — 44
- 3.Герхард Ганаппі — 23
- 4.Герберт Прохазка — 13
- 5.Карл Коллер — 12
- 6.Тоні Польстер — 11
- 7.Ернст Гаппель — 3
- 8.Ганс Кранкль — 2

#### Воротарісторіччя
- 1.Рудольф Хіден — 63
- 2.Вальтер Земан — 19
- 3.Міхаель Консел — 3

### Бельгія

#### Гравцісторіччя
- 1.Поль Ван Гімст — 28
- 2.Раймонд Брейн — 14
- 3.Ерік Геретс — 3
- 4.Ян Кулеманс — 2
- 4.Жозеф Мерманс — 2

#### Воротарісторіччя
- 1.Жан-Марі Пфафф — 100
- 2.Мішель Прюдомм — 41
- 3.Жан Де Бі — 3

### Бразилія

#### Гравцісторіччя
1. Пеле — 220
2. Гаррінча — 142
3. Зіку — 51
4. Зізінью — 40
5. Артур Фріденрайх — 21
6. Тостао — 21
7. Діді — 17
8. Леонідас да Сілва — 13
9. Нілтон дос Сантос — 12
10. Роналду — 12
11. Ромаріу — 11
12. Пауло Роберто Фалькао — 10
13. Роберто Рівеліно — 10
14. Адемір да Гуйя — 9
15. Луїс Едмундо Перейра — 7
16. Карлос Альберто Торрес — 5
17. Домінгос да Гія — 4
18. Адемір — 3
19. Бебето — 2
20. Жаїрзіньйо — 2

#### Воротарісторіччя
1. Жилмар дос Сантос Невіс — 47
2. Емерсон Леао — 13
3. Моасір Барбоза Насіменту — 11
4. Манга Аїлтон Корреа Арруда — 4

### Англія

#### Гравцісторіччя
- 1.Роберт Чарльтон — 303
- 2.Стенлі Меттьюз — 282
- 3.Боббі Мур — 74
- 4.Кевін Кіган — 45
- 5.Джиммі Грівс — 26
- 6.Стів Блумер — 25
- 7.Вільям Дін — 22
- 8.Томмі Лоутон — 15
- 9.Томас Фінні — 13
- 9.Гарі Лінекер — 13
- 11.Вів'єн Джон Вудворд — 11

#### Воротарісторіччя
- 1.Гордон Бенкс — 360
- 2.Пітер Шилтон — 124
- 3.Френк Віктор Свіфт — 17
- 4.Девід Сімен — 12
- 5.Самуель Харді — 10
- 6.Гаррі Гіббс — 3

### Франція

#### Гравцісторіччя
- 1.Мішель Платіні — 505
- 2.Раймон Копа— 72
- 3.Жюст Фонтен — 40
- 4.Ерік Кантона — 12
- 5.Жан Тігана — 11
- 6.Робер Жонке — 2

#### Воротарісторіччя
- 1.Бернар Лама — 6
- 2.П'єр Шеріге — 5
- 3.Жульєн Дарюї — 4
- 4.Фаб'єн Бартез — 3

### Німеччина

#### Гравцісторіччя
- 1.Франц Беккенбауер — 709
- 2.Ґерд Мюллер — 249
- 3.Фріц Вальтер — 105
- 4.Уве Зеелер — 72
- 5.Лотар Маттеус — 43
- 6.Карл-Хайнц Румменігге — 40
- 7.Пол Брайтнер — 8
- 8.Гюнтер Нетцер — 6
- 9.Річард Хофманн — 5
- 9.Вольфганг Оверат — 5
- 11.Фріц Шепан — 4
- 12.Андреас Бреме — 2
- 12.Бернд Шустер — 2
- 13.Андреас Меллер — 1
- 13.Руді Феллер — 1

#### Воротарісторіччя
- 1.Зепп Маєр — 263
- 2.Харальд Шумахер — 51
- 3.Андреас Кепке — 37
- 4.Юрген Крой — 16
- 5.Ганс Тільковскі — 10
- 6.Хайнріх Штульфаут — 9
- 7.Антон Турек — 7
- 8.Бодо Іллгнер — 4
- 9.Ганс Якоб — 3
- 10.Ульріх Штайн — 13

### Угорщина

#### Гравцісторіччя
- 1.Ференц Пушкаш — 667
- 2.Шандор Кочиш — 54
- 3.Йожеф Божик — 41
- 4.Імре Шлоссер — 26
- 5.Дьордь Шароші — 16
- 6.Нандор Хідегкуті — 11
- 7.Флоріан Альберт — 8
- 8.Дьордь Орт — 2

#### Воротарісторіччя
- 1.Дьюла Грошич — 117
- 2.Карой Жак — 5

### Італія

#### Гравцісторіччя
- 1.Джанні Рівера — 113
- 2.Джузеппе Меацца — 90
- 3.Джачінто Факкетті — 79
- 4.Франко Барезі — 66
- 5.Алессандро Маццола — 53
- 6.Сільвіо Піола — 46
- 7.Паоло Россі — 27
- 8.Луїджі Ріва — 26
- 9.Роберто Баджо — 21
- 9.Гаетано Ширеа — 19
- 11.Паоло Мальдіні — 12
- 12.Роберто Беттега — 9
- 13.Джамп'єро Боніперті — 3

#### Воротарісторіччя
- 1.Діно Дзофф — 373
- 2.Джанп'єро Комбі — 49
- 3.Вальтер Дзенга — 18
- 4.Анжело Перуцці — 13
- 5.Енріко Альбертозі — 12
- 6.Джанлука Пальюка — 10
- 7.Джуліано Сарті — 7
- 8.Лоренцо Буффон — 4

### Нідерланди

#### Гравцісторіччя
- 1.Йоган Кройф — 753
- 2.Марко ван Бастен — 240
- 3.Рууд Гулліт — 63
- 4.Денніс Бергкамп — 14
- 5.Руд Крол — 10
- 6.Рональд Куман — 8
- 7.Франк Райкаард — 3
- 8.Фаас Вілкес — 2

#### Воротарісторіччя
- 1.Ханс ван Брекелен — 37
- 2.Едвін ван дер Сар — 21
- 3.Эдді Пітерс Графланд — 3

### Іспанія

#### Гравцісторіччя
- 1.Альфредо Ді Стефано — 708
- 2.Ференц Пушкаш — 667
- 3.Ладислао Кубала — 53
- 4.Франциско Хенто — 49
- 5.Луїс Суарес Мірамонтес — 23
- 6.Еміліо Бутрагеньо — 8
- 7.Мічел Гонсалес — 3
- 8.Амансіо Амаро — 2
- 8.Тельмо Сарра — 2

#### Воротарісторіччя
- 1.Рікардо Замора — 304
- 2.Андоні Субісаррета — 31
- 3.Хосе Анхель Ірібар — 10
- 4.Луїс Мігель Арконада — 7
- 5.Антоні Рамальєтс — 5
- 6.Франсиско Буйо — 3

### Уругвай

#### Гравцісторіччя
1. Хуан-Альберто Скьяффіно — 52
2. Луїс Кубілья — 25
3. Обдуліо Хасінто Варела — 21
4. Ектор Скароне — 16
5. Хосе Леандро Андраде — 16
6. Енцо Франческолі — 13
7. Хосе Насассі — 12
8. Педро Верхіліо Роча — 7
9. Хосе Педро Сеа — 3
10. Альсідес Гіджа — 2

#### Воротарісторіччя
1. Ладислао Мазуркевич — 46
2. Роке Гастон Масполі — 26
3. Родольфо Родрігес — 6
4. Андрес Масалі — 4